# Ольховникова Ірина Володимирівна
Ірина Володимирівна Ольховникова (8 вересня 1959, Запоріжжя) — радянська українська легкоатлетка, спеціалістка з бігу на короткі дистанції. Виступала за збірну СРСР з легкої атлетики наприкінці 1970-х — на початку 1980-х років, володарка бронзових медалей чемпіонату Європи та Всесвітньої Універсіади, багаторазова переможниця та призерка першостей всесоюзного значення, учасниця чемпіонату світу в Гельсінкі. Представляла Запоріжжя та спортивне товариство «Спартак». Майстер спорту СРСР міжнародного класу. Тренер із легкої атлетики.

## Біографія
Ірина Ольховникова народилася 4 червня 1959 року в місті Запоріжжі, Українська РСР.
Почала займатися легкою атлетикою у 1975 році у місцевій запорізькій секції, виступала за добровільне спортивне товариство «Спартак». Тренери — О. Г. Скібін, В. І. Сай.
Вперше заявила про себе на міжнародному рівні в сезоні 1977 року, коли увійшла до складу радянської збірної та виступила на юніорській європейській першості в Донецьку, де брала участь у програмах бігу на 200 метрів та естафети 4×100 метрів.
1979 року на чемпіонаті країни в рамках VII літньої Спартакіади народів СРСР у Москві з командою Української РСР здобула перемогу в естафеті 4×400 метрів.
На чемпіонаті СРСР 1981 року у Москві взяла бронзу в естафеті 4×200 метрів.
У 1982 році виграла бронзову медаль у бігу на 200 метрів на зимовому чемпіонаті СРСР у Москві, тоді як на літньому чемпіонаті СРСР у Києві здобула срібло на дистанції 200 метрів і виборола золото в естафеті 4×100 метрів. Брала участь у чемпіонаті Європи в Афінах — у дисципліні 200 метрів зупинилася на попередньому кваліфікаційному етапі, в естафеті 4×100 метрів посіла п'яте місце, у той час, як в естафеті 4×400 метрів разом зі співвітчизницями Оленою Корбан, Ольгою Мінеєвою та Іриною Баскаковою стала бронзовою призеркою, поступившись тільки командам із НДР та Чехословаччини.
У 1983 році на VIII річній Спартакіаді народів СРСР у Москві тричі піднімалася на п'єдестал пошани: перемогла у бігу на 200 метрів та в естафеті 4×400 метрів, була другою в естафеті 4×100 метрів. Бувши студенткою, представляла Радянський Союз на Всесвітній Універсіаді в Едмонтоні, де фінішувала шостою у фіналі 200 метрів та здобула бронзову нагороду в естафеті 4×100 метрів. Завдяки низці вдалих виступів удостоїлася права захищати честь країни на чемпіонаті світу з легкої атлетики, який уперше проводився в Гельсінкі — тут дійшла до півфіналу в дисципліні 200 метрів і стала шостою в естафеті 4 × 100 метрів. Також цього сезону відзначилася виступом на Кубку Європи в Лондоні, показавши третій результат в естафеті 4 × 100 метрів.
За видатні спортивні досягнення відзначена почесним званням «Майстер спорту СРСР міжнародного класу» (1982).
Закінчила Київський державний інститут фізичної культури та згодом працювала тренером, з 1999 року обіймала посаду тренера збірної команди України з легкої атлетики в Запорізькій області. Перший заступник голови Запорізького обласного відділення Національного олімпійського комітету України.